# Daniel Iretzky Antipoff
Daniel Iretzky Antipoff (São Petersburgo, 1919 — Belo Horizonte, 2005) foi um agrônomo, educador e psicólogo brasileiro.

## Biografia
Daniel Iretzky Antipoff era filho da educadora e psicóloga russo-brasileira Helena Antipoff e do jornalista e escritor russo Viktor Iretzky. Nascido em São Petersburgo quando sua mãe trabalhava como psicóloga num centro de investigação soviético, passou os primeiros anos de sua infância na União Soviética. 
A mãe, Helena Antipoff, a partir de 1926 voltou ao Instituto Jean-Jacques Rousseau, onde estudara, agora como investigadora e educadora. Estudou então na Maison des Petits, uma escola experimental criada por Édouard Claparède na dependência do Institut Jean-Jacques Rousseau, na qual pretendia testar as novas propostas pedagógicas ali desenvolvidas.
Quando em 1929 acedeu a um convite para leccionar no Brasil, Daniel foi enviado para a França, onde frequentou o internato da École Beauvallon, um estabelecimento de ensino fundado por Marguerite Soubeyran, uma graduada do Institut Jean-Jacques Rousseau e da Universidade de Genebra, que pretendia pôr em prática as teorias educativas desenvolvidas por Claparède.
Em 1938, pouco antes do desencadear da Segunda Guerra Mundial, Daniel Antipoff juntou-se a sua mãe no Brasil. No ano imediato ingressou no curso de Agronomia da Universidade Federal de Viçosa, curso que concluiu.
Em 1943 iniciou a sua vida profissional como agrônomo em Contagem, Minas Gerais, ao mesmo tempo que frequentava o curso de Filosofia na Universidade de Minas Gerais.
Casou-se em 1944 com Otília Lisboa Braga, fixando-se em Patos de Minas, localidade onde trabalhava como agrônomo e professor de línguas.
Em 1951 voltou para Belo Horizonte, onde começou a trabalhar no Serviço Nacional de Aprendizagem Comercial (SENAC-MG), tendo colaborando na instalação do Gabinete de Orientação Profissional daquele organismo, cuja direcção assumiria uma década depois.
Foi um dos fundadores, no início da década de 1950, do Serviço de Orientação e Selecção Profissional (SOSP), que sob a orientação de Emilio Mira y López funcionou no Instituto de Educação de Belo Horizonte. Tendo trabalhado nesse serviço, passou a orientar a aplicação de testes de inteligência e a realização de entrevistas psicológicas.
Após deixar o SOSP, Daniel Antipoff ingressou no Departamento de Instrução de Oficiais de Minas Gerais, órgão da Polícia Militar, onde investigou a eficiência dos testes de personalidade que ali eram ministrados.
Ingressou depois no Departamento de Trânsito (DETRAN-MG), onde colaborou no estabelecimento de critérios para realização dos exames psicotécnicos para condutores, em colaboração com o médico José Nava.
Frequentou em 1956 o curso de Psicologia Experimental ministrado por André Rey no Instituto Superior de Educação Rural (ISER), em Ibirité, e tomou parte no processo que levou à criação da Sociedade Brasileira de Psicologia, da qual foi em 1957 eleito seu primeiro secretário-geral.
Mudou-se em 1963 para São José dos Campos, onde assumiu as funções de Chefe da Divisão de Alunos do Instituto Tecnológico de Aeronáutica (ITA) e passou a exercer funções de psicólogo no atendimento terapêutico aos alunos dos cursos de engenharia ali ministrados.
Após o golpe militar de 1964, voltou para Belo Horizonte, onde dirigiu os cursos noturnos no SENAC. Nesse mesmo período foi eleito presidente do Instituto de Psicologia Aplicada de Minas Gerais (IPAMIG), obtendo a sua acreditação para a realização de exames psicotécnicos a condutores.
Esteve nos Estados Unidos da América, onde na Universidade de Denver concluiu em 1970 um curso de pós-graduação em Educação de Crianças Excepcionais. Em 1972 trabalhou no Estado do Rio de Janeiro como assistente técnico de Educação do Superdotado, no então recém-fundado Centro Nacional de Educação Especial (CENESP). 
Voltou para Belo Horizonte e passou a coordenar cursos para alunos sobre-dotados na ADAV. Pouco depois fundou com a esposa a Escola Educ - Centro de Educação Criadora, uma escola rural no município de Nova Lima destinada, também a crianças com excepcional talento. Esta escola tinha, dentre algumas de suas proposta pedagógicas, o incentivo à participação ativa do aluno em seu processo de aprendizagem, além de ressaltar a importância do contato intenso da criança com a natureza.
Criou em 1980 o Centro de Documentação e Pesquisa Helena Antipoff (CDPHA), destinado a preservar a filosofia e as ideias de sua mãe. Em 1989, sob a superintendência de Hélio Alkmim, assumiu a direcção da Fundação Helena Antipoff, assumindo a direcção dos cursos de aperfeiçoamento para o professorado rural, as áreas da Psicologia e Pedagogia e a gestão da Escola Sandoval Soares de Azevedo. Manteve essa funções até ao seu falecimento em 2005.

## Principais obras publicadas
- "A pesquisa em psicologia educacional". Boletim do Centro de Documentação e Pesquisa Helena Antipoff, Belo Horizonte, n.º 5, 1985.
- "Aspectos psicológicos e características do trote no Instituto Tecnológico de Aeronáutica". Separata de Revista da Psicologia Normal e Patológica, São Paulo, n.º 3, pp. 94-112. 1964.
- Contribuições ao estudo das diferenças individuais no Teste da Atenção Difusa em motoristas. Rio de Janeiro: Fundação Getúlio Vargas, 1955.
- Entre dois continentes. Belo Horizonte: [s.n.], 1997.
- Helena Antipoff: sua vida, sua obra. Rio de Janeiro: José Olympio, 1975.
- Excepcionais e talentosos, os escolhidos. Belo Horizonte: Lastro, 1999.
- Jogos e lazeres, indicadores da personalidade. Belo Horizonte: Lastro, 1999.
- Bem dotados e o seu potencial, até hoje ignorado. História do Centro de Educação Criadora - Escola Educ. Belo Horizonte, 2003.
- O Aspecto da liderança entre os bem dotados. Separata de Dez anos em prol do Bem Dotado - ADAV. Belo Horizonte: Imprensa Oficial de Minas Gerais, 1984.